# Albert Mokejev
Albert Mokejev, född 4 januari 1936 i Vladimir, död 27 februari 1969 i Moskva, var en sovjetisk femkampare.
Mokejev blev olympisk guldmedaljör i modern femkamp vid sommarspelen 1964 i Tokyo.